# Coelioxys afra
Coelioxys afra là một loài ong trong họ Megachilidae. Loài này được Lepeletier miêu tả khoa học đầu tiên năm 1841.